# 台町 (横浜市)

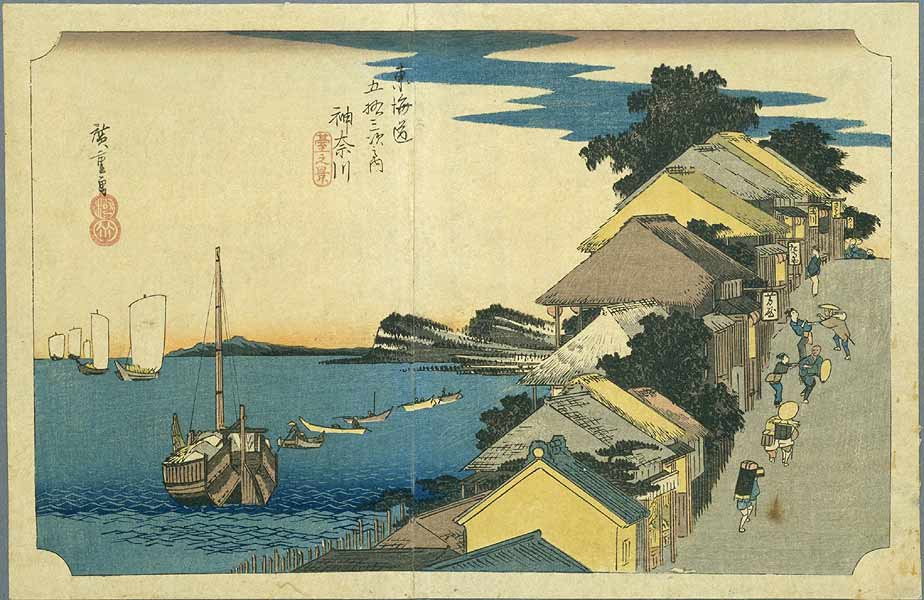
かつての台町、広重『東海道五十三次』神奈川・台之景

台町（だいまち）は、神奈川県横浜市神奈川区の町名。字・丁目を持たない単独町名である。住居表示未実施。

## 地理
神奈川区南部、横浜駅北方の丘の中腹にあり、旧東海道に沿って東西に細長い地域。中央が峠状に高くなっている。北側の高台は高島台、南側の低地は 鶴屋町、西側は沢渡、西区楠町と南軽井沢、東側は金港町に接する。

## 歴史

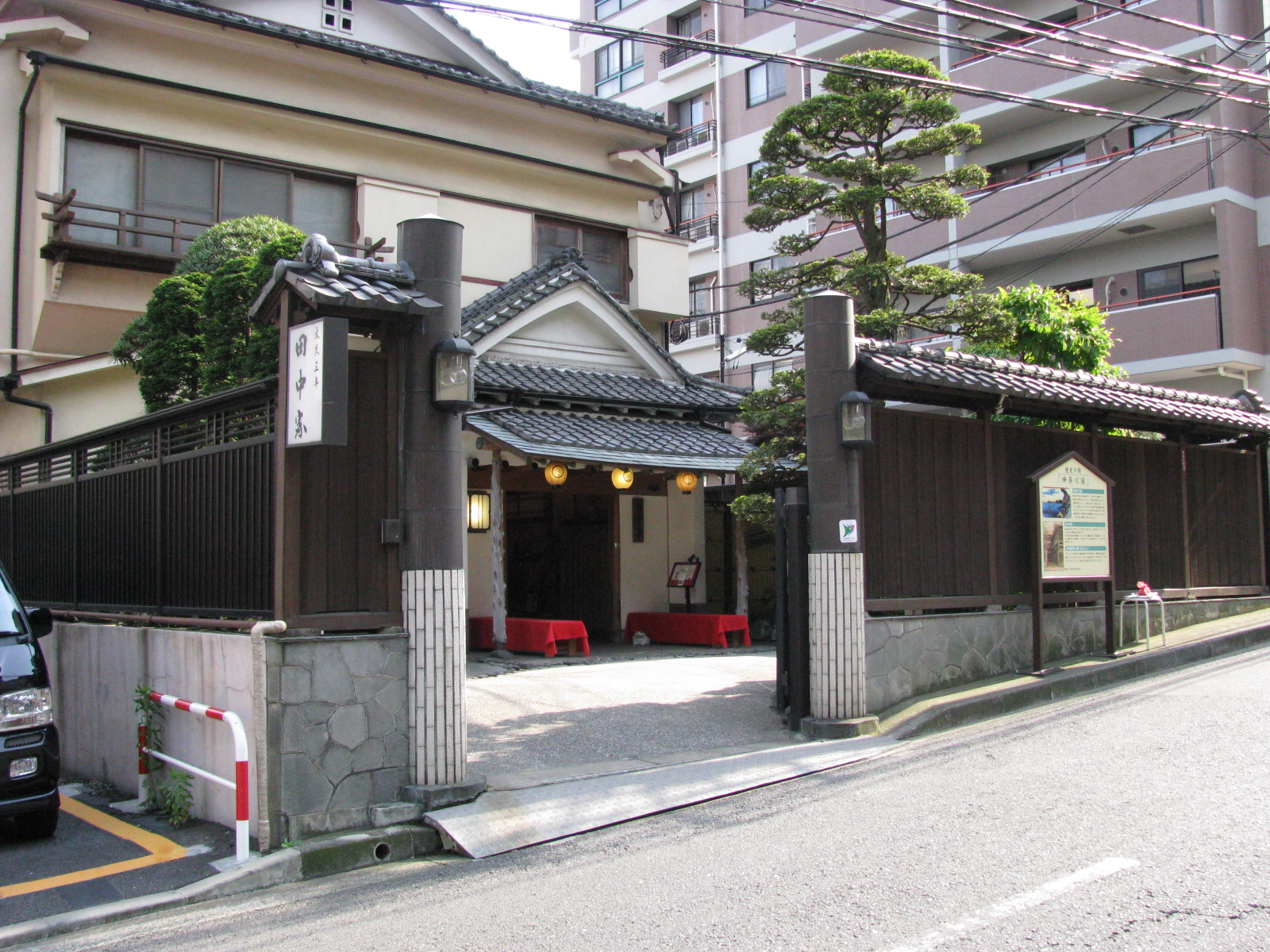
料亭田中家

江戸時代には南側の崖下（現在の鶴屋町）が海で眺めが良く、神奈川宿の西部にも当たるため茶屋が多く立ち並び、東海道でも有名な景勝地だった。『東海道中膝栗毛』にも登場し、歌川広重の『東海道五十三次』神奈川台之景の図が特に有名。
明治に入ると鉄道建設をきっかけに周辺の埋め立てが進み、南側の鶴屋町も大正年間に埋め立てが完了した。横浜の開発に尽力した高島嘉右衛門は北側の大綱山に屋敷を構え、これにちなんでここは高島台と呼ばれるようになった。
現在はマンションが多く、下の鶴屋町にもビルが密集し、景勝地の面影はない。

### 沿革
- 1932年（昭和7年）1月1日 - 青木町字台町、上台町、下台町、七軒町、東軽井沢の各一部を分離し、台町を新設[6]。横浜市神奈川区台町となる。
- 1970年（昭和45年）8月1日 - 浅間地区の土地区画整理事業に伴い[7]、台町の一部を西区楠町へ編入[8]。
- 1974年（昭和49年）2月6日 - 台町地区の土地区画整理事業に伴い[7]、泉町の一部を編入。鶴屋町、高島台、沢渡との境界を変更[9]。

## 世帯数と人口
2025年（令和7年）6月30日現在（横浜市発表）の世帯数と人口は以下の通りである。
| 町丁 | 世帯数    | 人口    |
| ---- | --------- | ------- |
| 台町 | 1,459世帯 | 2,400人 |

### 人口の変遷
国勢調査による人口の推移。
| 年                 | 人口  |
| ------------------ | ----- |
| 1995年（平成7年）  | 1,119 |
| 2000年（平成12年） | 1,487 |
| 2005年（平成17年） | 1,921 |
| 2010年（平成22年） | 2,313 |
| 2015年（平成27年） | 2,517 |
| 2020年（令和2年）  | 2,574 |

### 世帯数の変遷
国勢調査による世帯数の推移。
| 年                 | 世帯数 |
| ------------------ | ------ |
| 1995年（平成7年）  | 586    |
| 2000年（平成12年） | 836    |
| 2005年（平成17年） | 1,108  |
| 2010年（平成22年） | 1,417  |
| 2015年（平成27年） | 1,573  |
| 2020年（令和2年）  | 1,634  |

## 学区
市立小・中学校に通う場合、学区は以下の通りとなる（2024年11月時点）。
| 番地 | 小学校             | 中学校               |
| ---- | ------------------ | -------------------- |
| 全域 | 横浜市立青木小学校 | 横浜市立栗田谷中学校 |

## 事業所
2021年（令和3年）現在の経済センサス調査による事業所数と従業員数は以下の通りである。
| 町丁 | 事業所数  | 従業員数 |
| ---- | --------- | -------- |
| 台町 | 234事業所 | 1,954人  |

### 事業者数の変遷
経済センサスによる事業所数の推移。
| 年                 | 事業者数 |
| ------------------ | -------- |
| 2016年（平成28年） | 185      |
| 2021年（令和3年）  | 234      |

### 従業員数の変遷
経済センサスによる従業員数の推移。
| 年                 | 従業員数 |
| ------------------ | -------- |
| 2016年（平成28年） | 2,009    |
| 2021年（令和3年）  | 1,954    |

## 名所・施設

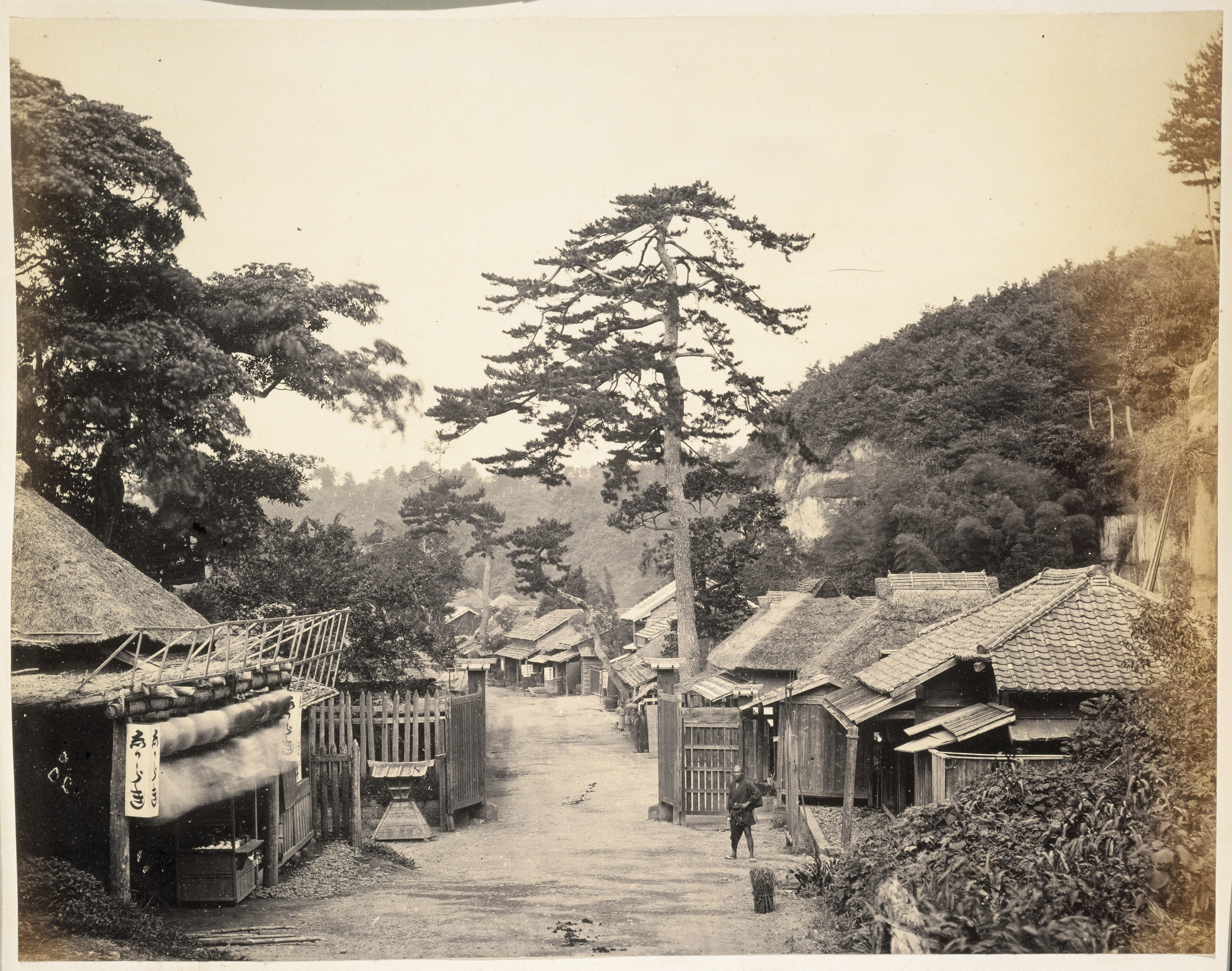
幕末期、台町西側の関門

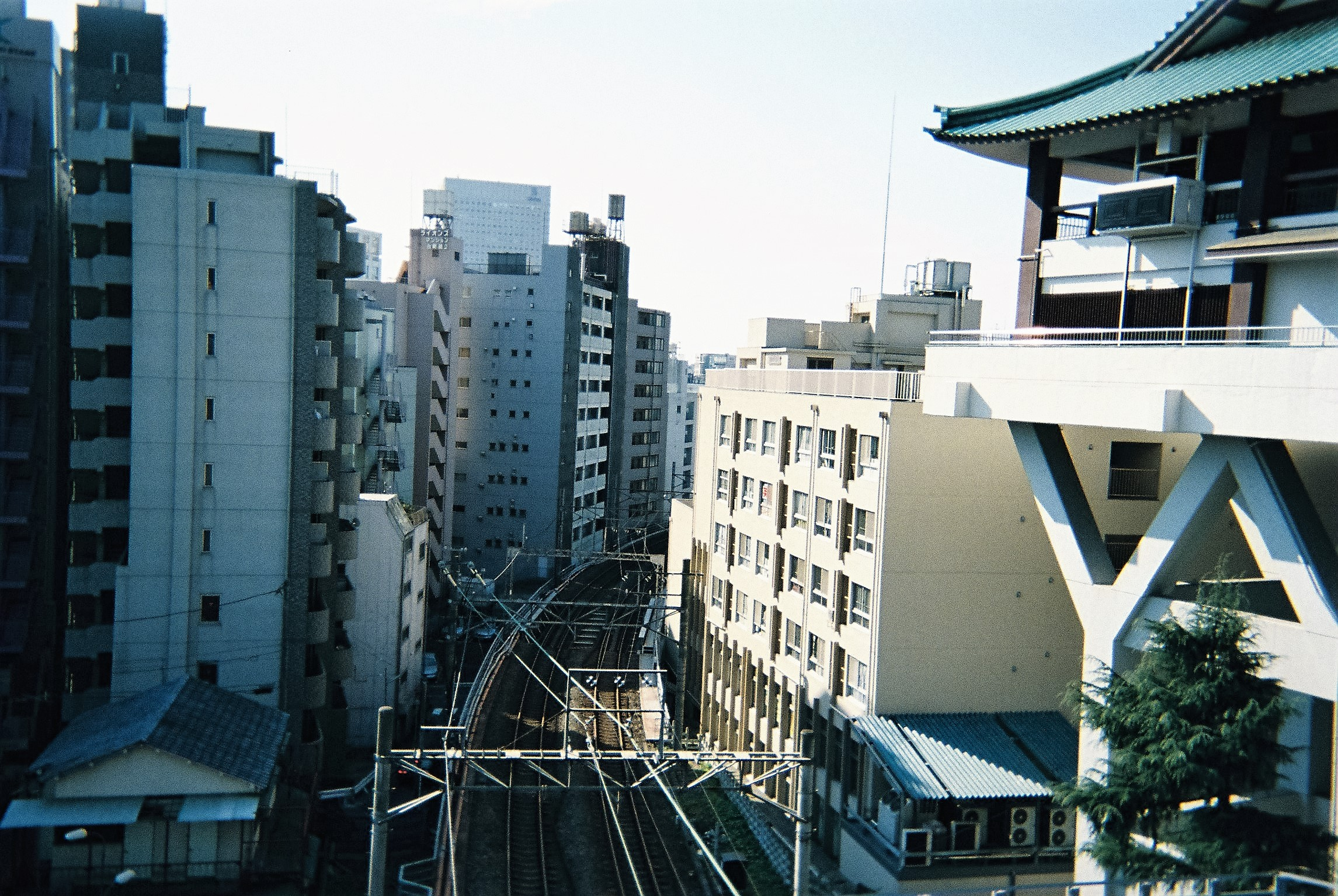
東横線地下化直後(現在は東横フラワー緑道)、右は三宝寺

- 旧東海道：「神奈川宿歴史の道」として整備されている
- 料亭・田中家：坂本龍馬夫人楢崎龍が一時勤めたことで有名
- 神奈川台関門跡：幕末に攘夷テロ対策として設けられた
- 大綱金刀比羅神社：もと大綱山（高島台）にあったが、後に遷座した
- 三宝寺：かつて歌人・弁玉が住職を務めた。現在は高層建築の上に本堂が載った構造で、遠方からも目立つ
- 東横フラワー緑道：東横線跡地、古くは神奈川駅があった

## 学校
- 学校法人立志舎
  - 横浜公務員&IT会計専門学校[注 1]
  - 横浜動物専門学校（2025年4月、新規開校）[19]

## その他

### 日本郵便
- 郵便番号 : 221-0834[3]（集配局：神奈川郵便局[20]）

### 警察
町内の警察の管轄区域は以下の通りである。
| 番・番地等 | 警察署       | 交番・駐在所 |
| ---------- | ------------ | ------------ |
| 全域       | 神奈川警察署 | 沢渡交番     |